# Mordon
Mordon – wieś w Anglii, w hrabstwie Durham. Leży 17 km na południe od miasta Durham i 359 km na północ od Londynu.